# Alfred Schladerer Schwarzwälder Hausbrennerei

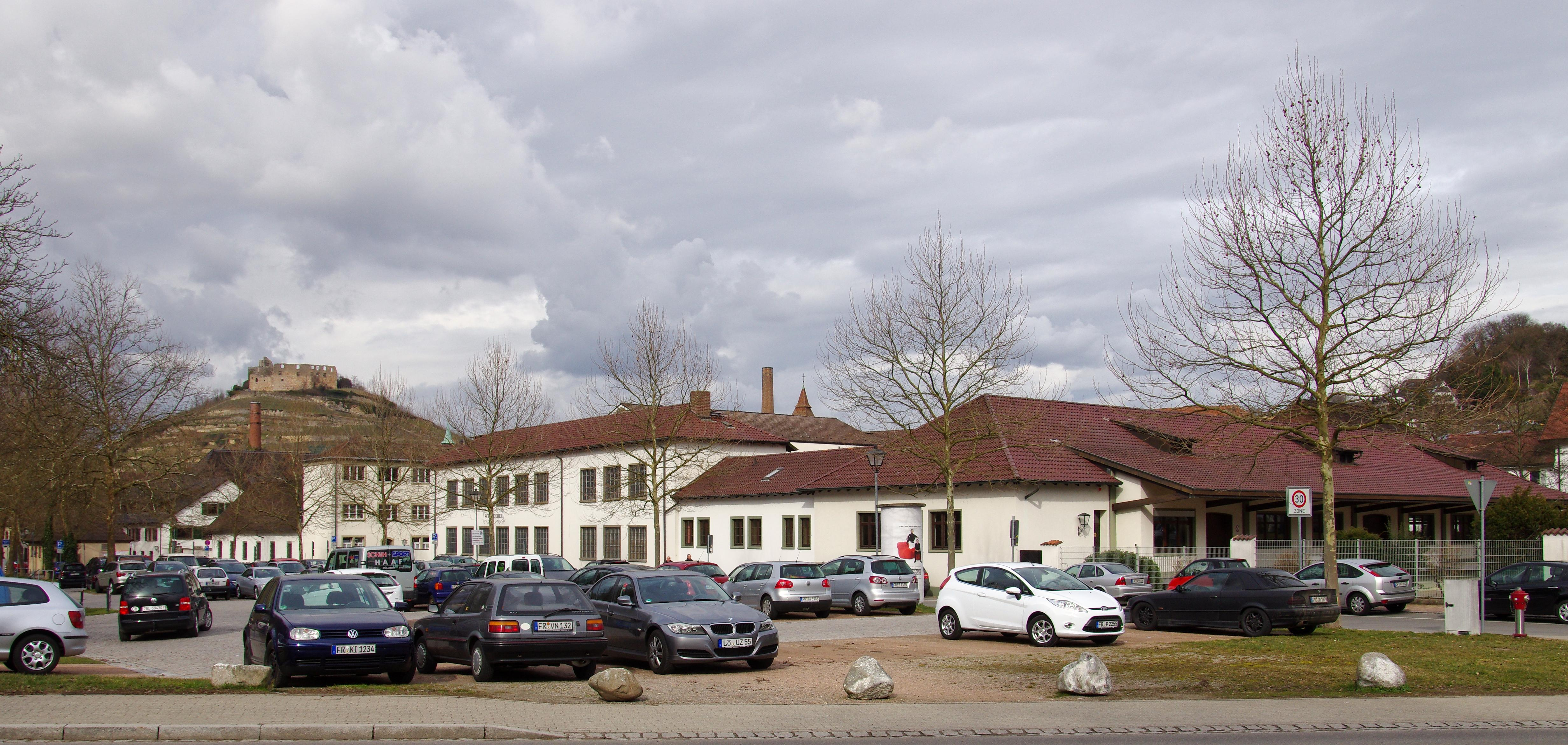
Schladerer in Staufen mit Burg. Im vorderen Bereich die nach dem Verkauf der Teilfläche mittlerweile abgerissenen Gebäude.

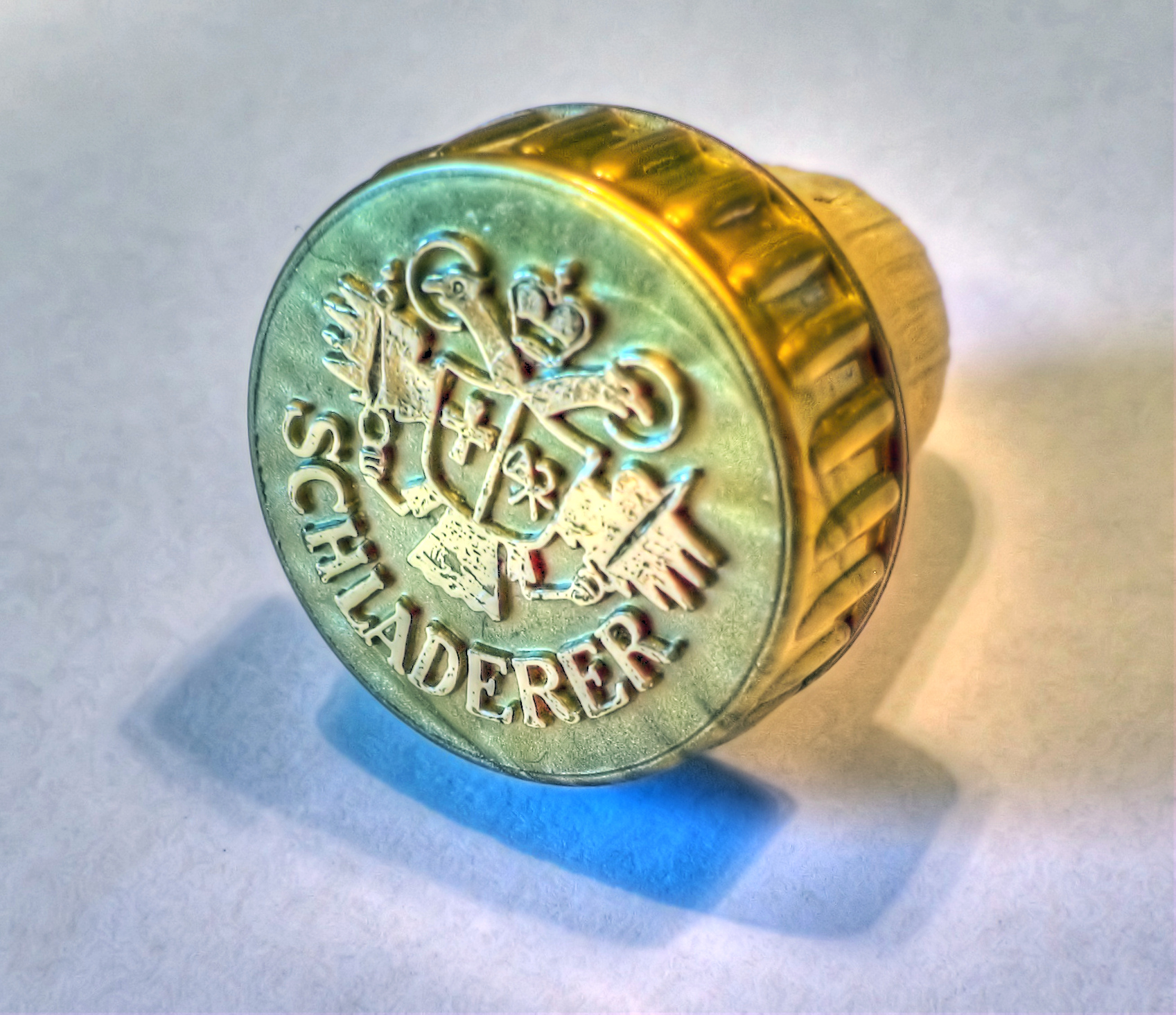
Verschlusskorken einer Schladerer Vierkantflasche

Die Alfred Schladerer Schwarzwälder Hausbrennerei GmbH (kurz: Schladerer) ist eine mittelständische Spirituosenbrennerei, die hauptsächlich Obstbrände und Obstgeiste (z. B. Schwarzwälder Himbeergeist) herstellt.

## Geschichte
Die Unternehmensgeschichte beginnt mit dem in Bamlach am Oberrhein geborenen Sixtus Balthasar Schladerer (1790–1872), der 1813 im väterlichen Haus mit der Obstbrennerei begann. Sein Sohn Sixtus (1817–1901) zog 1844 nach Staufen, wo er nach der Hochzeit mit der Tochter des Kreuz-Wirts in dessen Gasthof eintrat, in dem er eine Brennerei betrieb. Ihm folgte 1876 der Sohn Hermann (1846–1920) nach, der das Gasthaus weiterführte, das inzwischen durch die Übernahme der Postverbindung von Staufen nach Krozingen und in das Münstertal zur Kreuz-Post geworden war. Zu dem Gasthaus gehörten die Brennerei und Grundbesitz mit Reben, Äckern und Obstanlagen, auf denen vor allem Kirschbäume standen.
Hermanns Sohn Alfred übernahm den Feldbergerhof, während 1919 der in England und Frankreich zum Gastronomen ausgebildete Sohn Alfred (1892–1956) in das Unternehmen eintrat. Er verpachtete die Kreuz-Post und verlegte den Schwerpunkt auf die Brennerei. 1932 entwickelte er zusammen mit einem Grafiker Rose aus Stuttgart die heute noch verwendete, produkttypische, glasklare Vierkantflasche mit Relief, dreiteiliger Etikettierung aus Büttenpapier und rotem Siegel, die 1939 beim Deutschen Patentamt als Warenzeichen registriert wurde. Das Siegel befindet sich im oberen Flaschendrittel und wiederholt als Stempelprägung das schon im Verschlusskorken gezeigte Firmenwappen. Zur gleichen Zeit wurde das Gelände einer benachbarten Maschinenfabrik für die Erweiterung der Brennerei erworben.
Nach dem Tod von Alfred Schladerer leitete dessen Ehefrau Greta den in eine GmbH umgewandelten Betrieb, in dessen Leitung von 1974 bis 1987 auch Walter Ulmann (1917–2010) eintrat. Das Firmengelände wurde nun in zwei Schritten um die Flächen der angrenzenden Tuchfabrik Staufen, der Chemischen Werke Herkules und eines Grundstücks aus dem Besitz der Stadt Staufen erweitert.
Im Jahre 1980 übernahm Nicolaus Schladerer-Ulmann die Leitung der Firma. Er war der Patensohn von Alfred Schladerer, den Greta Schladerer nach dessen Tod adoptiert hatte. Als er 2004 verstarb, führte sie der Mitgesellschafter und Mitgeschäftsführer Heinrich Ulmann alleinverantwortlich weiter, bis Philipp Schladerer-Ulmann, der Sohn von Nicolaus Schladerer-Ulmann, nach Abschluss seiner Ausbildung und einer Einarbeitungszeit 2011 die alleinige Geschäftsführung des Unternehmens übernehmen konnte. Die Wirtschaft ist als Hotel-Gasthof Kreuz-Post immer noch im Familienbesitz und gehört der Schwester Philips, Sophie Schladerer.
Im Jahre 2015 wurde bekannt, dass Schladerer im Zuge einer Umstrukturierung einen großen Teil der seit 1939 erworbenen Gelände mit den darauf befindlichen Gebäuden aufgibt. Im Jahre 2016 kaufte die Stadt Staufen eine Fläche von 4000 Quadratmetern und ein Immobilienunternehmen eine von 7000 Quadratmetern. Die Stadt ist in das Städtebauförderungsprogramm des Landes Baden-Württemberg aufgenommen worden und will diesen Bereich und den jenseits des Neumagens städtebaulich neu ordnen und entwickeln.

## Produktion

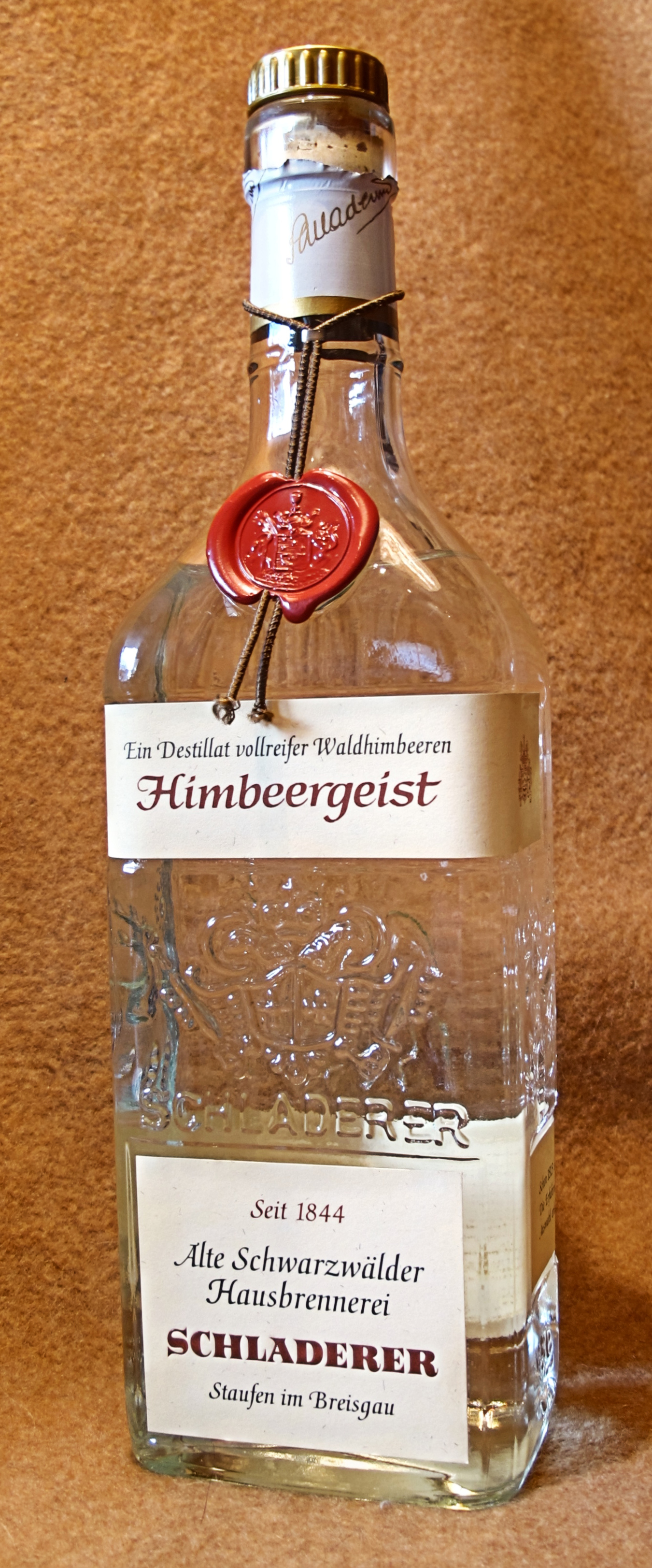
Vierkantflasche Schwarzwälder Himbeergeist

Das Familienunternehmen stellte 2011 etwa zwei Millionen Flaschen Edelobstbrände im gehobenen Preissegment her. Damit beläuft sich ihr Marktanteil bei Obstbränden auf acht Prozent. Die Brennerei beliefert sowohl Gastronomie als auch den Einzel- und Großhandel in über 40 Ländern. Das Unternehmen ist beim Amtsgericht Freiburg unter der Handelsregisternummer HRB 310023 eingetragen. Es fördert den ökologischen Anbau, nachhaltige Produktion und bezieht soweit möglich aus regionalem Obstanbau. Seit Sommer 2013 ist Schladerer durch das Land Baden-Württemberg ECOfit zertifiziert.

## Sortiment
Das Kernsortiment besteht aus folgenden Obstbränden: Himbeergeist (42 %), Kirschwasser (42 %), Mirabell (42 %), Zwetschgenwasser (42 %), Williamsbirne (40 %), Obstler aus Äpfel und Birnen (38 %). Daneben werden spezielle Brände aus seltenen Obstsorten z. B. Zibärtle oder Jahrgangsbrände sowie verschiedene Spezialitäten wie Liqueure, Aperitife oder – in Lizenz – Konfitüren mit Schuss angeboten. Auch Pralinés mit Zuckerkruste in Vollmilch- der Zartbitterschokolade werden vermarktet.